# Bob hund sover aldrig
bob hund sover aldrig är en samling med konsertinspelningar, valda av bandet. Det är även det första livealbumet med bob hund.
Utgivet den 19 maj 1999 av Silence Records.

## Låtlista
1. Upp, upp, upp, ner
2. Nu är det väl revolution på gång?
3. Hörlurar
4. Mer än så kan ingen bli
5. Rock'n'roll tar död på mig (igen)
6. Allt på ett kort
7. Raketmaskinen
8. Kvicksilver
9. Jag rear ut min själ
10. Ett fall & en lösning
11. Istället för musik: förvirring
12. Min trampolin
13. Det skulle vara lätt för mig att säga att jag inte hittar hem; men det gör jag, tror jag
14. Jag är inte arg
15. namnlös

## Listplaceringar
| Lista (1999, 2001-2001) | Topplacering |
| ----------------------- | ------------ |
| Norge                   | 24           |
| Sverige                 | 16           |